# Oncidium auriferum
Oncidium auriferum là một loài phong lan có ở miền tây Nam Mỹ tới miền bắc Venezuela.

## Hình ảnh

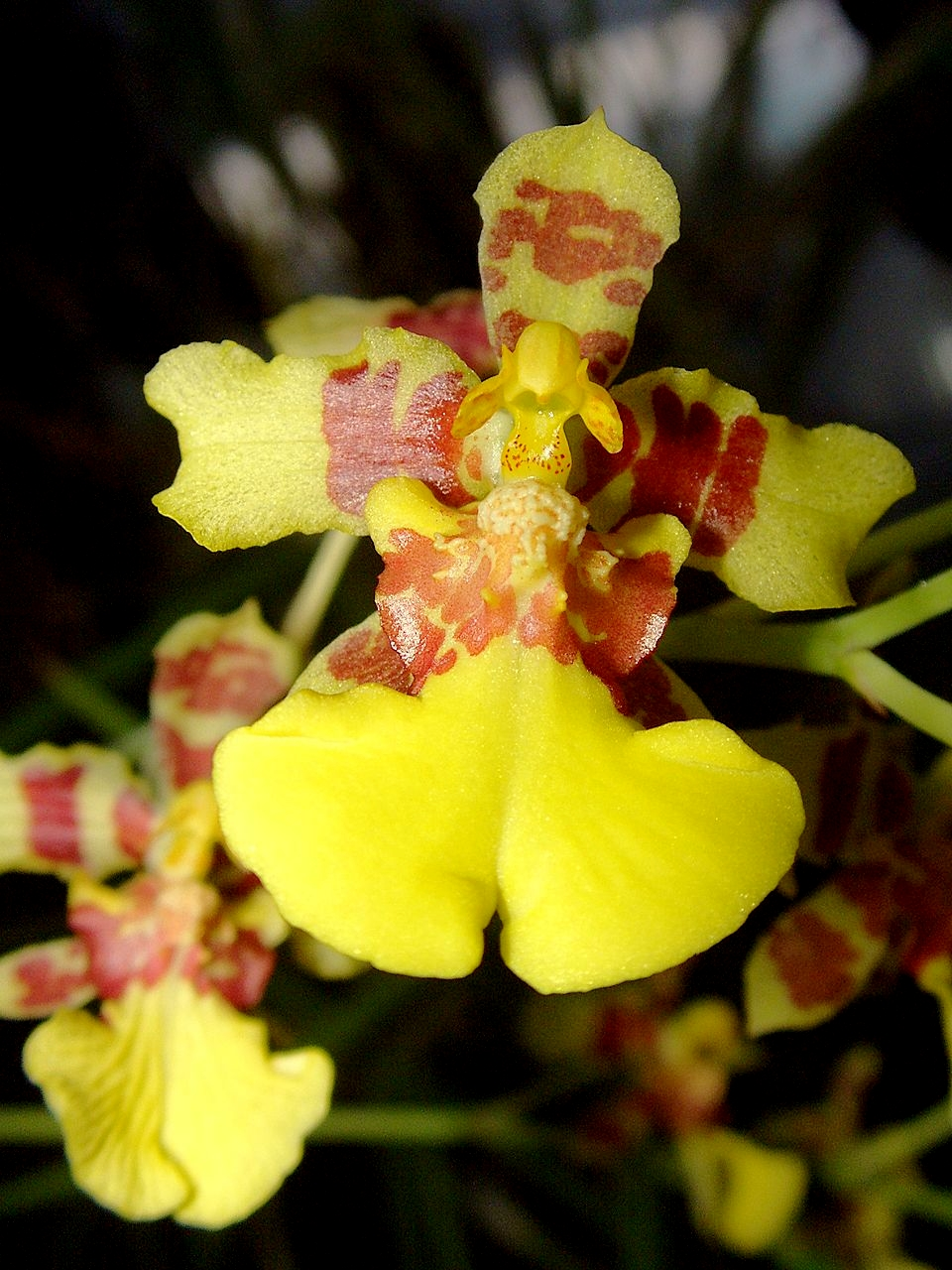